# كرايغ مورغان (لاعب اتحاد الرغبي)
كرايغ مورغان (بالإنجليزية: Craig Morgan)‏ هو لاعب اتحاد الرغبي بريطاني، ولد في 26 سبتمبر 1978 في Pontypridd ‏ في المملكة المتحدة.

## وصلات خارجية
- كرايغ مورغان على موقع دوري الرغبي الممتاز (الإنجليزية)
- كرايغ مورغان عل موقع إسبنسكروم (الإنجليزية)
- كرايغ مورغان على موقع ItsRugby.co.uk (الإنجليزية)